# Ravenia shaferi
Ravenia shaferi är en vinruteväxtart som beskrevs av Percy Wilson. Ravenia shaferi ingår i släktet Ravenia och familjen vinruteväxter. Utöver nominatformen finns också underarten R. s. ekmanii.